# Claus Berg

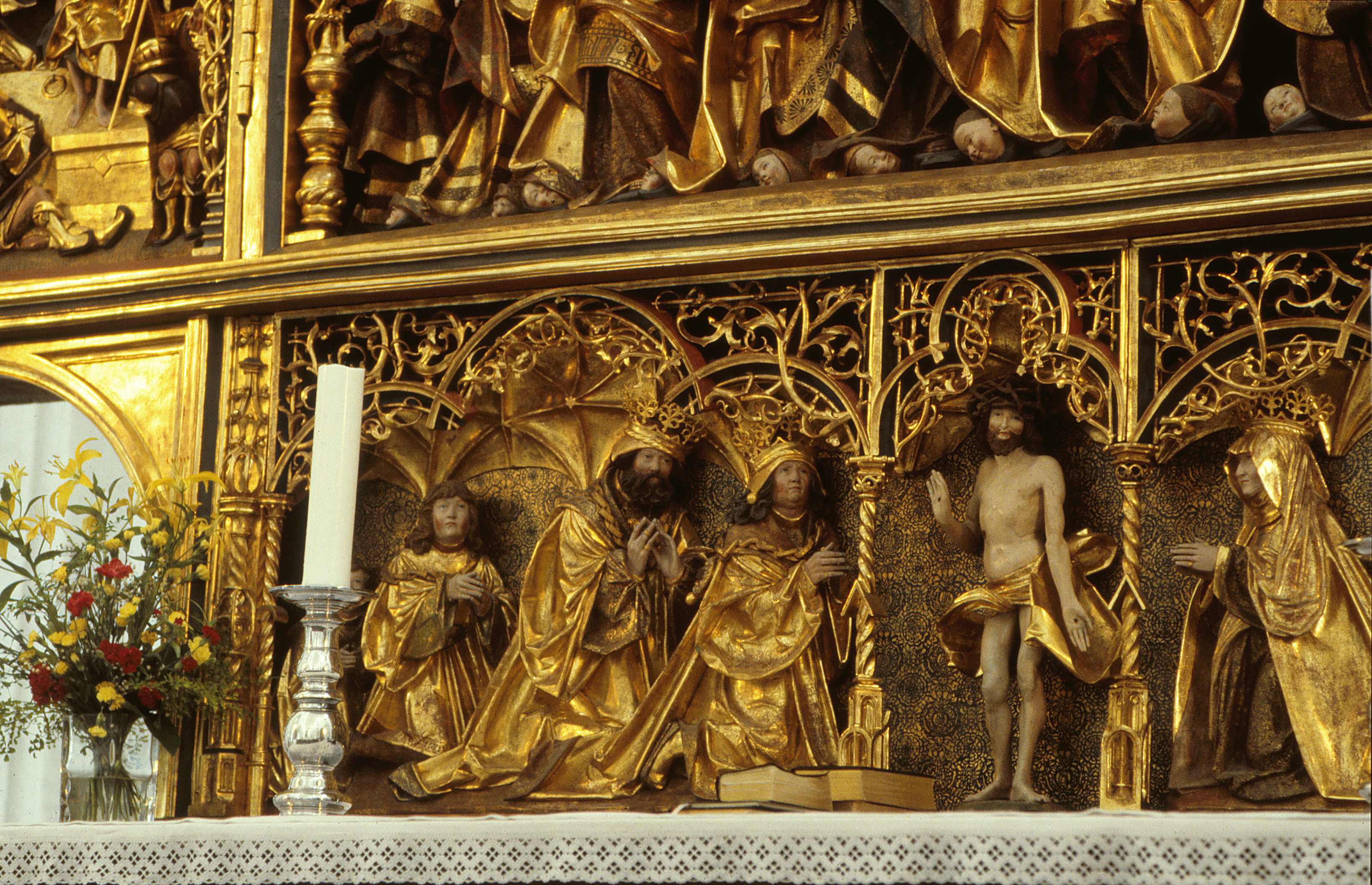
Altartavlan i Odense domkyrka med de kungliga manliga skulpturerna.

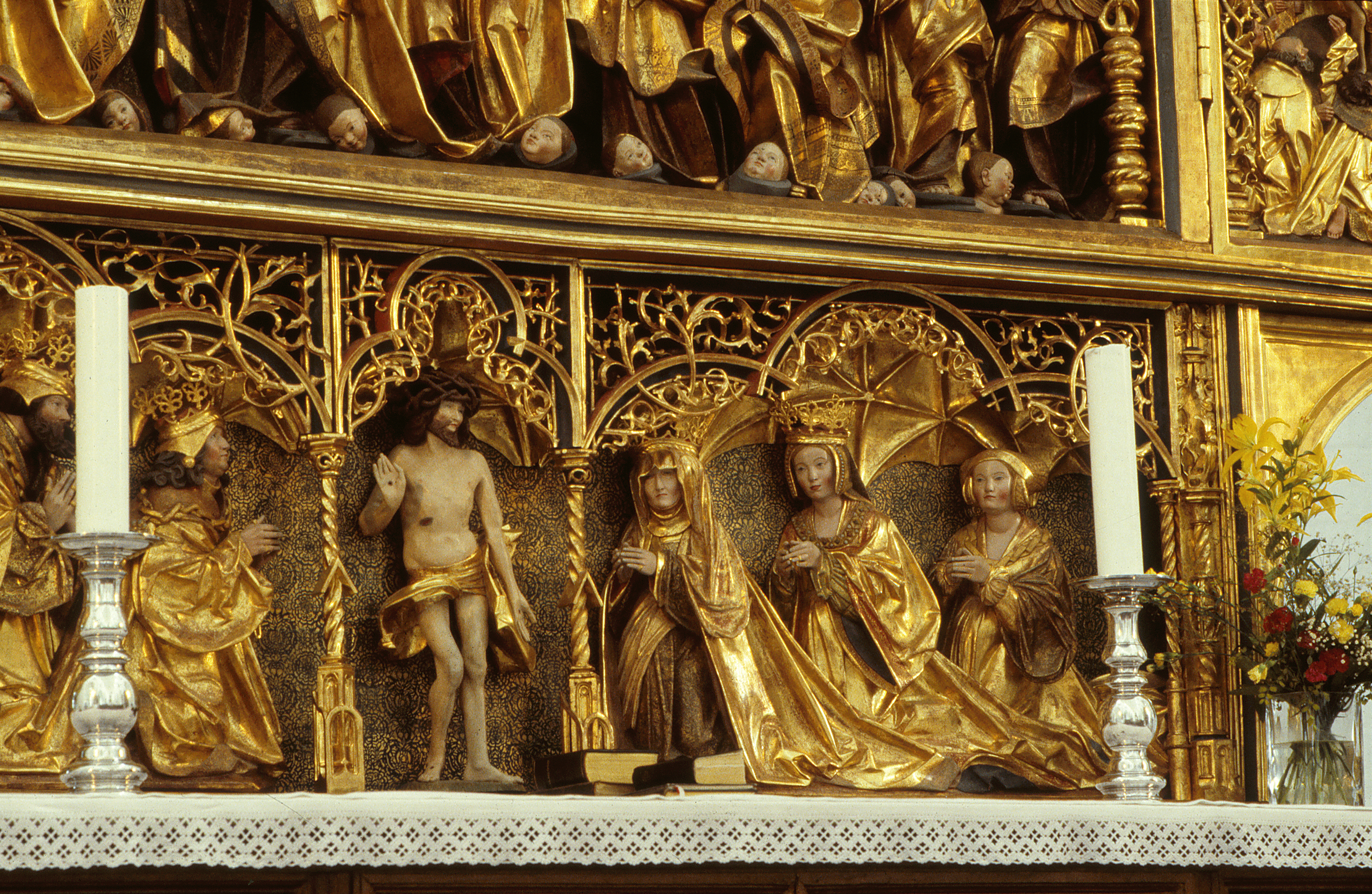
Altartavlan i Odense domkyrka med de kungliga kvinnliga skulpturerna.

Claus Berg, född 1475 och död efter 1535, var en nordtysk träskulptör.
Claus Berg hade redan ca 1510 i Lübeck skapat sig ett namn som bildhuggare. Strax efter den danske kung Hans död 1513 inkallades han med 12 tyska svenner av änkedrottningen Kristina till Odense i Danmark. Han fick av henne i uppdrag att tillverka ett stort högaltarskåp för franciskanernas klosterkyrka i staden. På altartavlans nedre del, predellan skulle finnas skulpturer av den kungliga familjen. Här ses på ena sidan kung Hans, hans söner kung Kristian II och hertig Frans samt Kristian II:s son Hans. På andra sidan står änkedrottningen Kristina Kristian II:s hustru Elisabeth samt Kristian II:s syster Elisabeth. 
Änkedrottning Kristina gav ekonomiskt stöd åt den tyske bildhuggaren. Hon skänkte honom bland annat en gård i Odense. En av hennes tjänarinnor blev också hans hustru. När parets första son skulle döpas bar änkedrottningen barnet vid dopakten. 
Claus Bergs altartavla, kallad ”Kristi lidelsehistoria”, flyttades vid klostrets nedrivning 1806 till Vor Frue kyrka i Odense. 1885 flyttades den till sin nuvarande plats i Sankt Knuts kyrka, domkyrkan. 
Om Claus Bergs övriga konstnärliga verk vet man inget med säkerhet men han tillskrivs ett stort antal verk, bland annat flygelaltaret i Vor Frue kyrka. Hans namn har också satts i förbindelse med altartavlan i Sanderum kyrka och ett träkrucifix i Sorö klosterkyrka. Så också altartavlan från ca 1530 i Bregninge kyrka. Vidare en Marias kröning som nu finns i Glyptoteket i Köpenhamn, samt en serie apostlar i domen i Güstrow, Mecklenburg. Flera verk i Nordtyskland, Danmark, Skåne och Halland är präglade av hans stil.

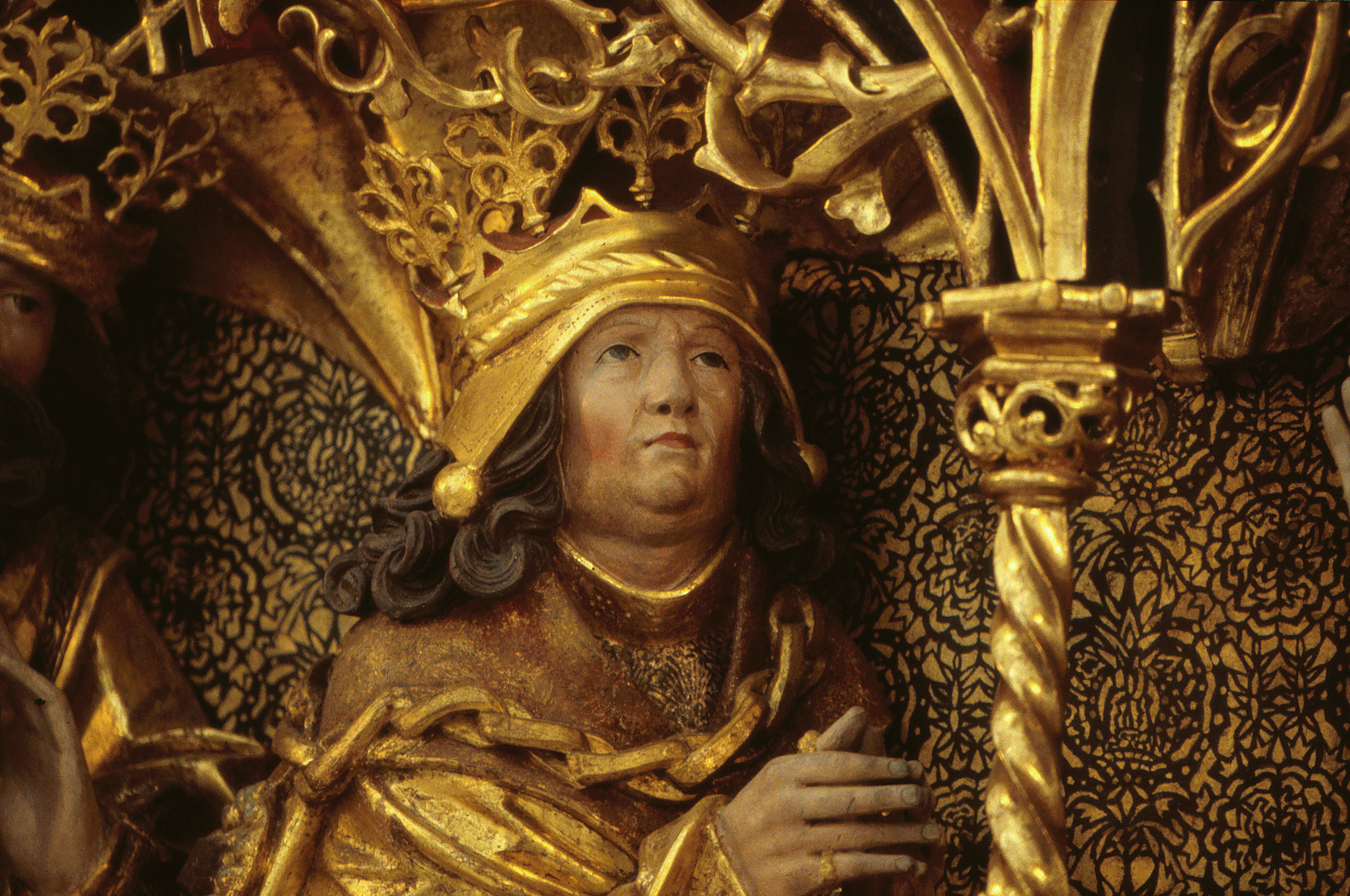
Kung Hans av Danmark.
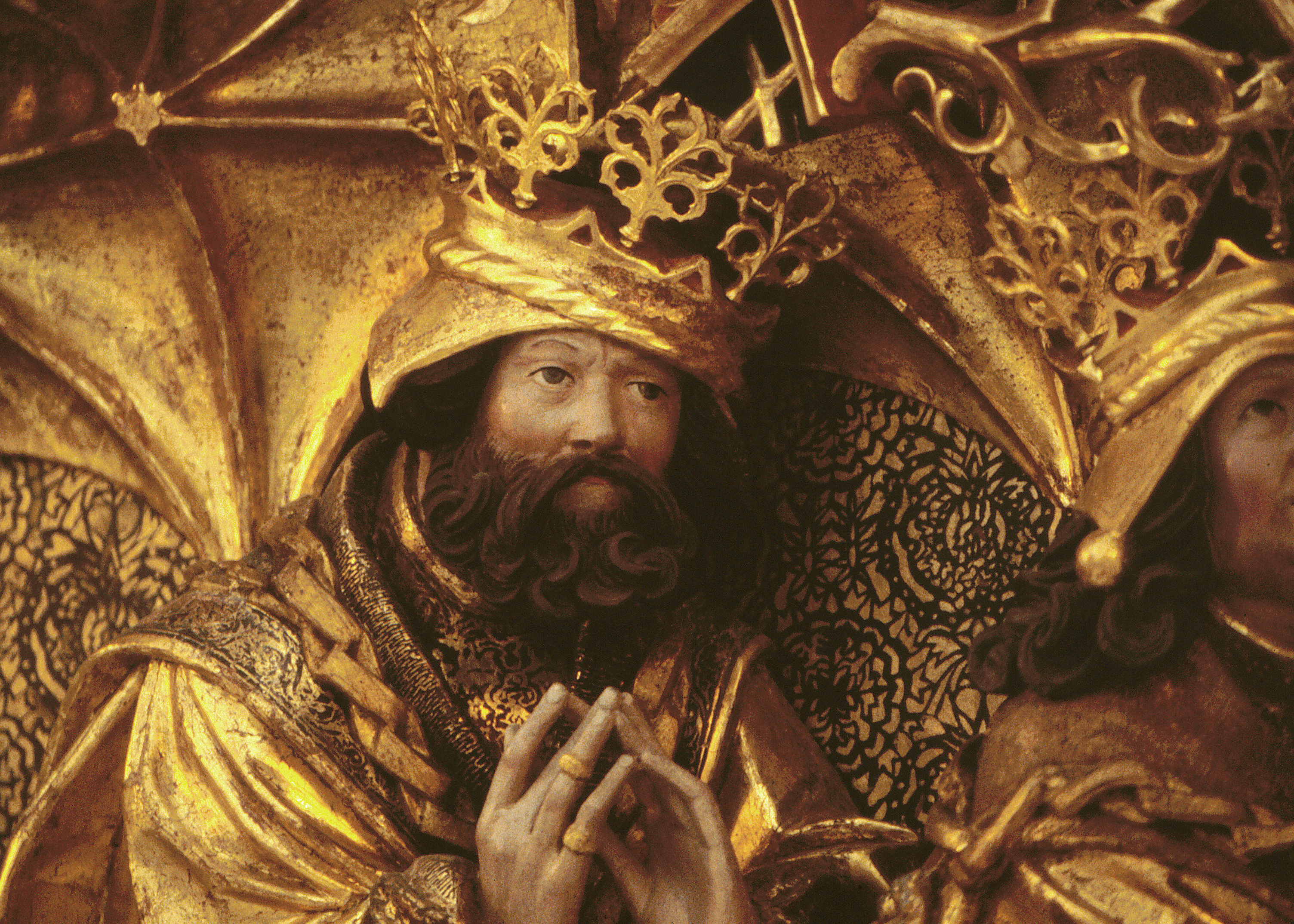
Kung Kristian II av Danmark.
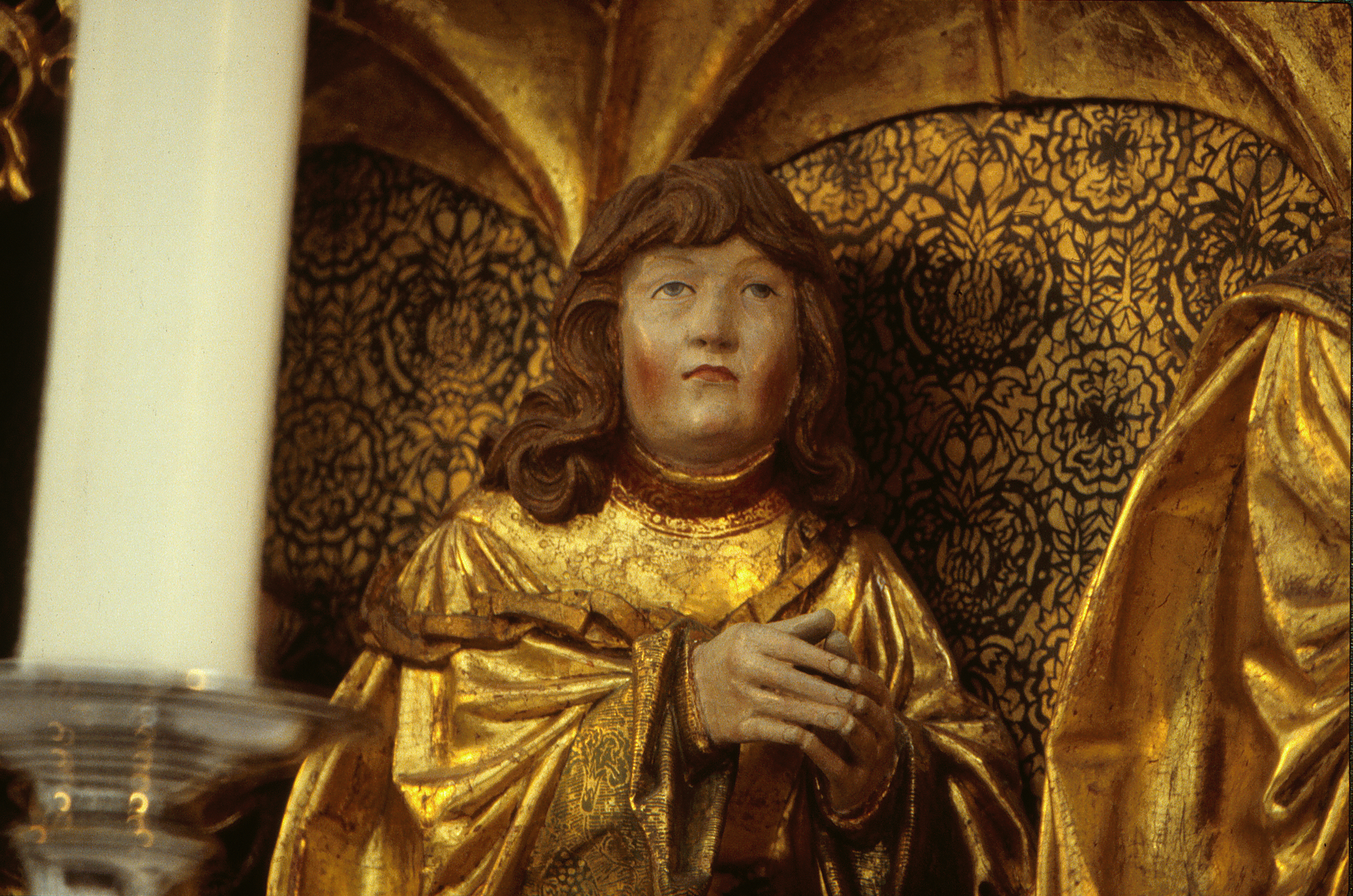
Hertig Frans av Danmark.
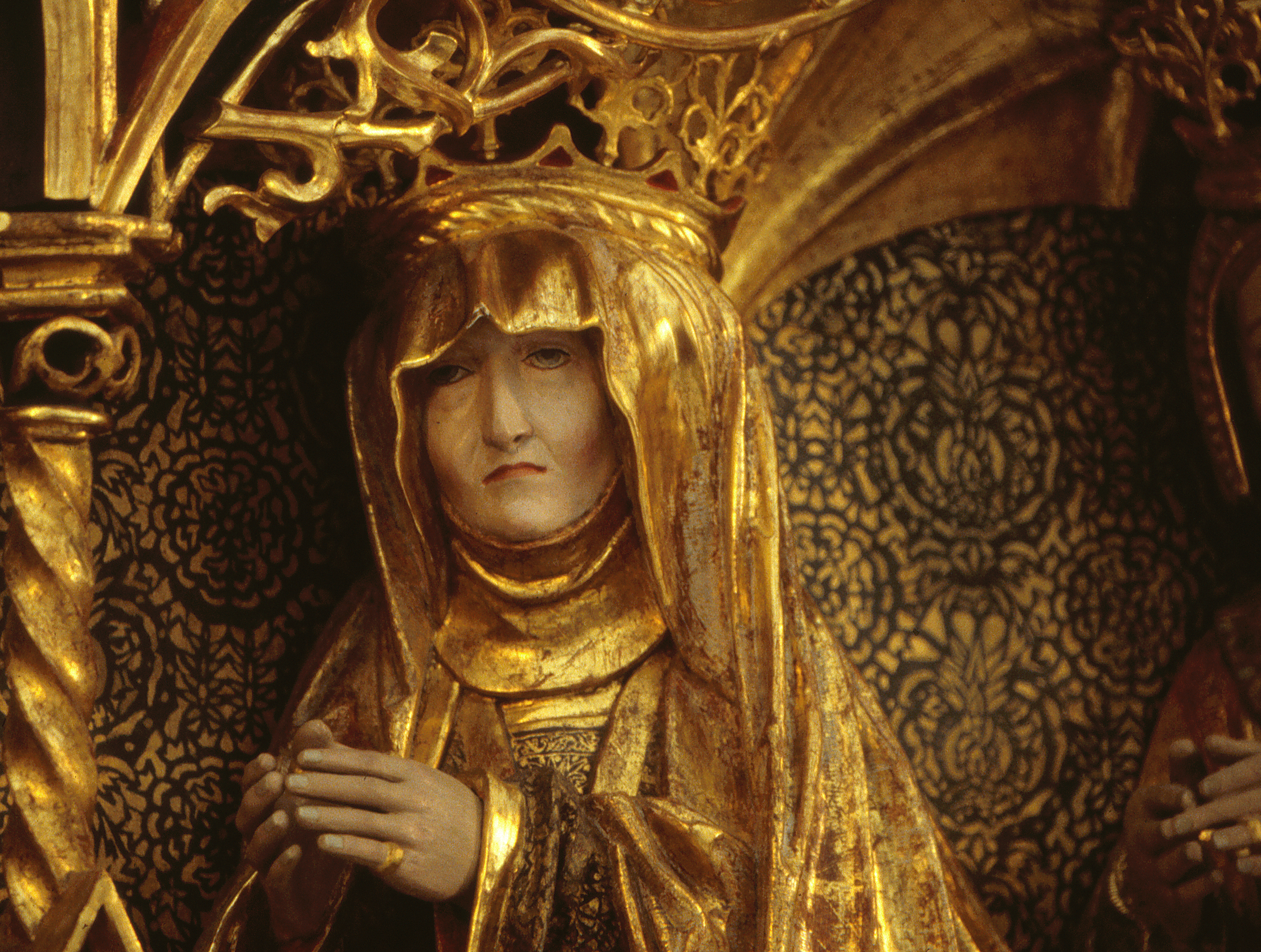
Drottning Kristina, kung Hans hustru.
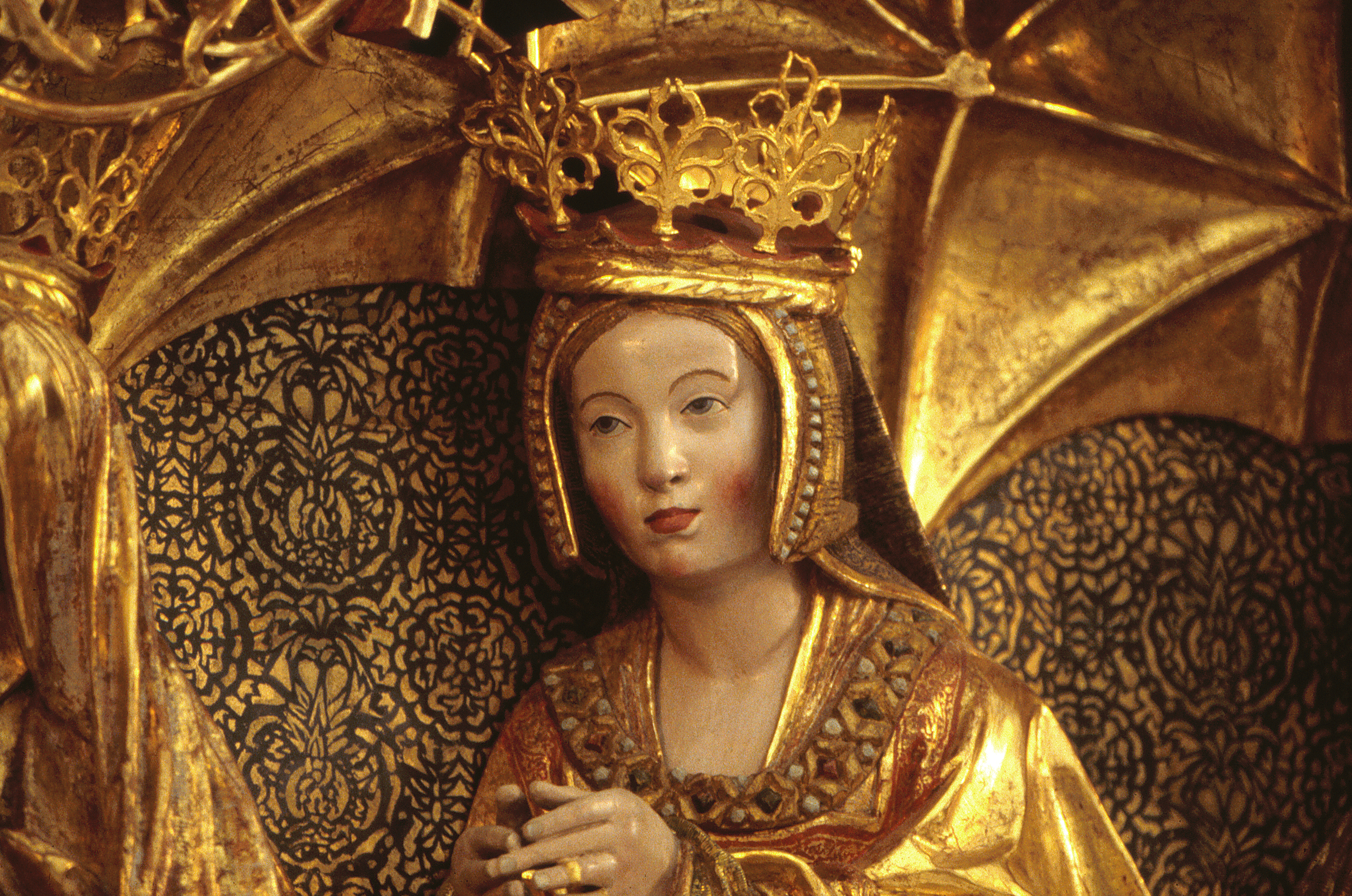
Drottning Elisabeth, kung Kristian II:s hustru.
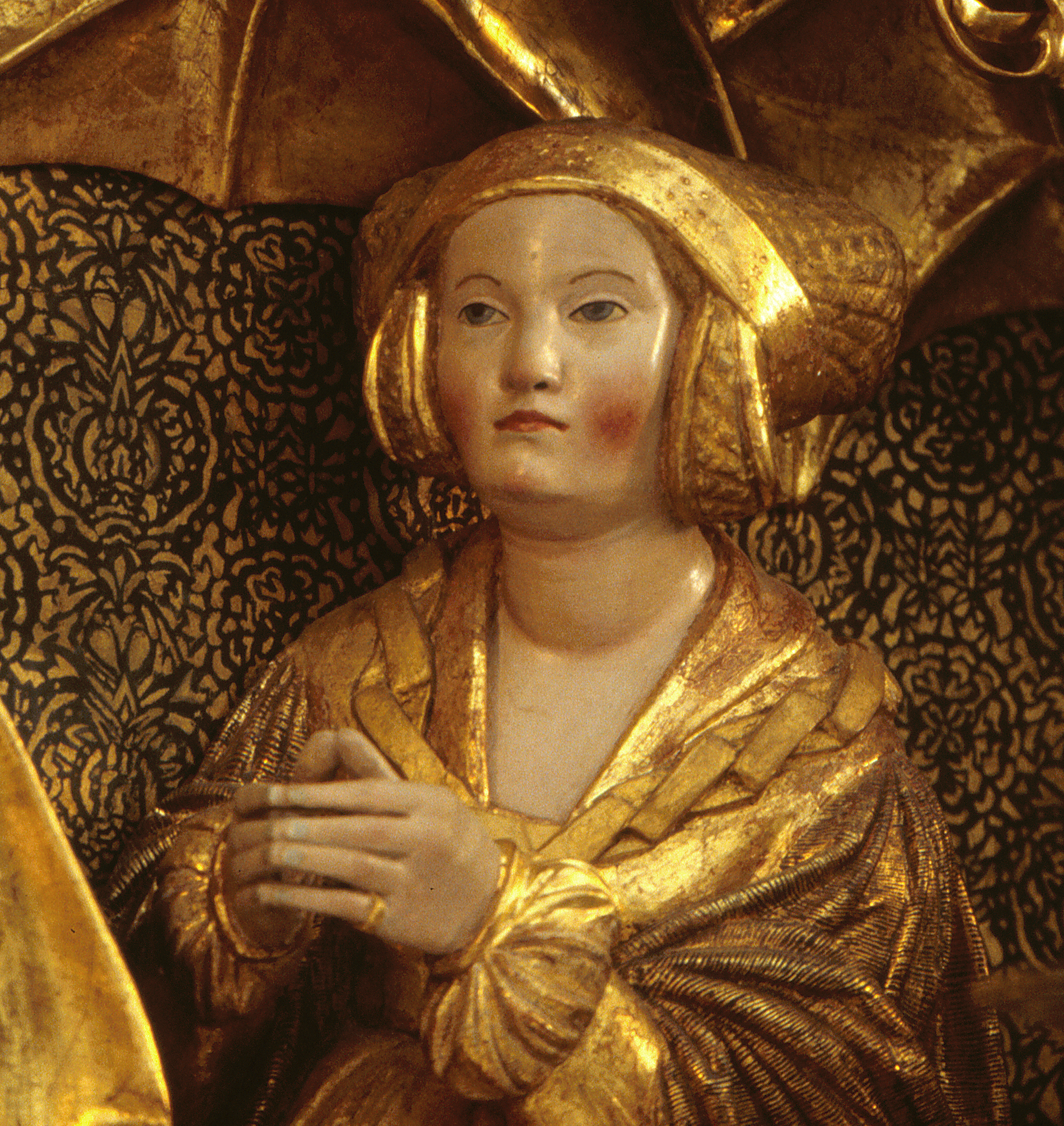
Den danske kung Hans dotter Elisabeth.
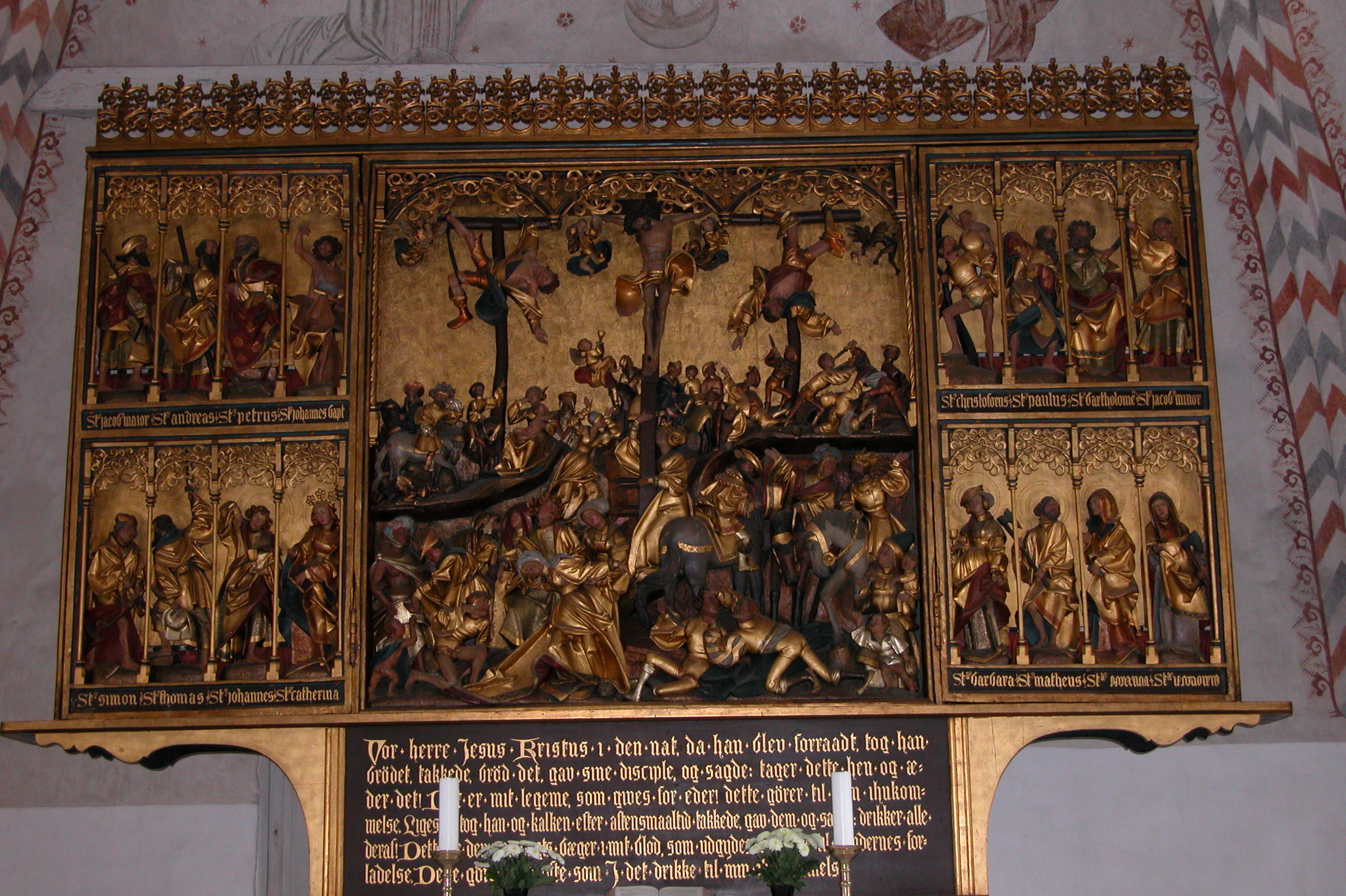
Altartavla i Bregninge kyrka på Ærø.